# Selena Quintanilla
Selena Quintanilla-Perez (Lake Jackson, Teksas, 16. travnja 1971. - Corpus Christi, Teksas, 31. ožujka 1995.) bila je meksičko-američka pjevačica tejano glazbe, popularne u Teksasu i sjevernom Meksiku (mješavina countryja, latinoameričke glazbe, reggae, soula i rocka).

## Životopis
Rođena u Lake Jacksonu u Teksasu, odrasla je u Corpus Christiju, gdje je započela svoju glazbenu karijeru. Već kao dijete je imala toliko nastupa, da nije imala vremena ići u školu. Stoga je srednju školu završila dopisno. Njen otac, Abraham Quintanilla Jr. bio je u svojoj mladosti također pjevač i pjevao je u grupi Los Dinos. On je osnovao drugu grupu Los Dinosa, u kojoj su bili Selena, njen brat Abe III. i sestra Suzette, te Ricky Vela i Roger Garcia. 
Selena je imala svoj prvi javni koncert u očevom restoranu u Lake Jacksonu kao osmogodišnjakinja, a prvu ploču snimila je s 9 godina. 1989. godine je potpisala ugovor s izdavačkom kućom Capitol EMI, i od tada postaje slavna. Chris Perez zamjenjuje Garciju kao gitarist, a Perez i Selena se vjenčaju 1992. 

## Smrt
Selenin otac je zaposlio Yolandu Saldivar kao predsjednicu Seleninog Fan kluba, a kasnije je vodila i Selenine butike. Ubrzo je međutim otkrio da Saldivar krade novac i odlučio ju je otpustiti. Selena je međutim htjela još jednom razgovarati s Yolandom i dogovorila je sastanak u Saldivarovoj hotelskoj sobi, gdje je izbila svađa. Dok je Selena izlazila van iz sobe, Yolanda je izvadila pištolj i pucala joj u leđa. Selena je uspjela otići do recepcije gdje je uspjela reći tko ju je upucao, prije nego što je kolabirala i nekoliko sati poslije umrla u bolnici. 
Jennifer Lopez svoju karijeru može zahvaliti upravo Seleni, jer ju je glumila u biografskom filmu iz 1997, Jenniferinom prvom velikom ulogom za koju je bila nominirana za nagradu Zlatni globus.

## Zanimljivost
2010. godine, meksička pjevačica Dulce Maria je obradila Seleninu pjesmu Ya no.

## Vanjske poveznice
- Službene stranice na Q-Productions
- Članci o Seleni  Arhivirana inačica izvorne stranice od 14. kolovoza 2007. (Wayback Machine)